# Голубоглазка бермудская
Голубогла́зка берму́дская (лат. Sisyrinchium bermudianum) — типовой вид рода Голубоглазка (лат. Sisyrinchium) семейства Ирисовые, или Касатиковые (лат. Iridaceae).

## Ботаническое описание

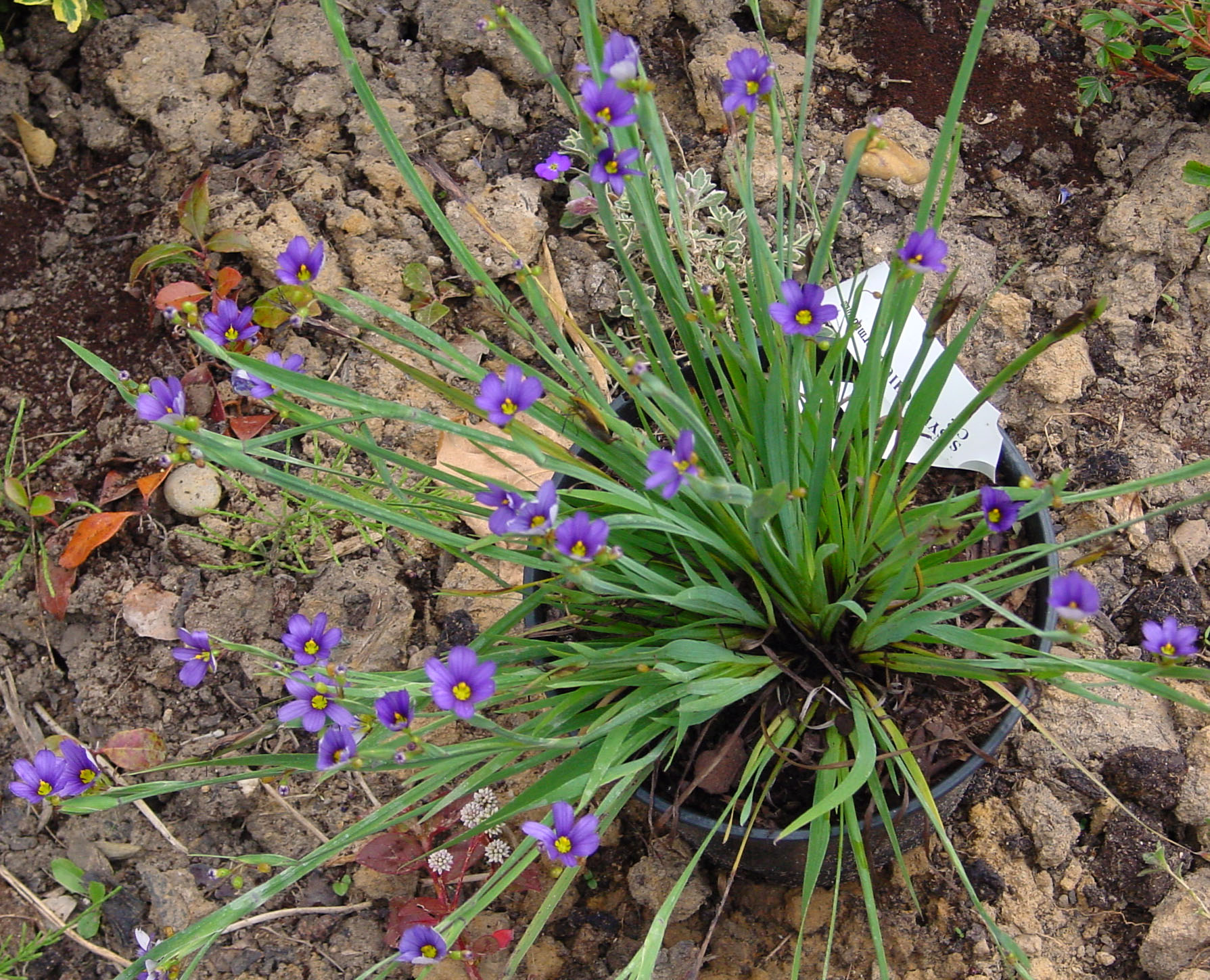
Общий вид растения

Многолетнее полувечнозелёное кустообразующее травянистое растение высотой до 0,7 м, формирует корневище. Листья зелёные, длинные, линейные. Прямостоячие стебли-цветоносы несут ирисоподобные синие цветки с жёлтой трубкой венчика. Цветение с ранней весны до позднего лета.

## Распространение
Родина — Бермудские острова.

## Хозяйственное значение и применение
Выращивается как декоративное садовое растение.